# Dona Canô
Claudionor Viana Teles Veloso (Santo Amaro, 16 de setembro de 1907 — Santo Amaro, 25 de dezembro de 2012), mais conhecida como Dona Canô, foi uma cidadã centenária brasileira, conhecida por ser mãe de dois importantes nomes da música popular brasileira: Caetano Veloso e Maria Bethânia.
Além dos dois célebres músicos, Dona Canô foi mãe de mais seis filhos, dos quais duas eram filhas de criação. Era viúva de José Teles Veloso (Seu Zeca), funcionário público dos Correios, nascido em 14 de outubro de 1901 e falecido em 13 de dezembro de 1983, aos 82 anos.
Considerada uma das mais ilustres cidadãs de Santo Amaro da Purificação, teve publicadas suas memórias no livro “Canô Velloso, lembranças do saber viver”, escrito pelo historiador Antônio Guerreiro de Freitas e por Arthur Assis Gonçalves da Silva, falecido antes do término da obra. Organizava periodicamente Terno de Reis na cidade.
Quando perguntada sobre a própria fama, Dona Canô dizia não entender a razão: "Apenas fiquei conhecida por causa de meus dois filhos que nunca se esqueceram de onde vieram nem da mãe que têm".